# Chili (New York)
Chili (/ˈtʃaɪlaɪ/ CHY-ly) è un comune (town) degli Stati Uniti d'America della contea di Monroe nello Stato di New York. La popolazione era di 28 625 abitanti al censimento del 2010. È un sobborgo della città di Rochester
Il comune di Chili venne creato nel 1822 per distacco dal comune di Riga. North Chili era una fermata sulla Underground Railroad. Black Creek Park è uno dei tanti parchi di Chili dove i visitatori possono fare uso dei sentieri naturalistici che corrono lungo il torrente.

## Geografia fisica
Secondo lo United States Census Bureau, ha un'area totale di 39,87 mi² (103,26 km²).

## Storia
L'area di Chili era un tempo il terreno di caccia della tribù dei Seneca. Il primo colonizzatore bianco era il capitano Joseph Morgan che comprò la terra di Peter Sheffer della vicina Wheatland.
L'area di Chili entrò a far parte del nuovo Northampton. Con la creazione della contea di Monroe, l'area entrò da prima a far parte del comune di Riga e infine Chili divenne comune autonomo il 22 febbraio 1822.

## Società

### Evoluzione demografica
Secondo il censimento del 2010, la popolazione era di 28 625 abitanti.

### Etnie e minoranze straniere
Secondo il censimento del 2010, la composizione etnica della città era formata dall'87,6% di bianchi, il 7,6% di afroamericani, lo 0,2% di nativi americani, il 2,1% di asiatici, lo 0,0% di oceanici, lo 0,9% di altre razze, e l'1,6% di due o più etnie. Ispanici o latinos di qualunque razza erano il 2,8% della popolazione.

## Amministrazione

### Gemellaggi
- Agropoli